# Parafia św. Wawrzyńca w Borowie Wielkim
Parafia św. Wawrzyńca w Borowie Wielkim – parafia rzymskokatolicka, terytorialnie i administracyjnie należąca do diecezji zielonogórsko-gorzowskiej, do dekanatu Kożuchów. W parafii posługują księża diecezjalni.